# Morska Służba Asysty Telemedycznej
Morska Służba Asysty Telemedycznej (ang. Telemedical Maritime Assistance Service, TMAS albo Medical radio) – ogólnoświatowy system radiostacji umożliwiający świadczenie nieodpłatnych usług telemedycznych dla załóg statków znajdujących się na morzu. Udziela konsultacji lekarskich na odległość, pomaga postawić diagnozę, stosować odpowiednie leki lub nawet doradza jak przeprowadzać proste zabiegi medyczne. Na statku towarowym odpowiedzialnym za leczenie załogi jest zazwyczaj oficer wachtowy (kiedyś II oficer pokładowy).
W Polsce zadania TMAS pełni Uniwersyteckie Centrum Medycyny Morskiej i Tropikalnej w Gdyni.